# Semiothisa gambaria
Semiothisa gambaria là một loài bướm đêm trong họ Geometridae.